# Пілас
Пілас (ісп. Pilas) — муніципалітет в Іспанії, у складі автономної спільноти Андалусія, у провінції Севілья. Населення — 13 509 осіб (2010).
Муніципалітет розташований на відстані близько 410 км на південний захід від Мадрида, 28 км на захід від Севільї.

## Демографія
Динаміка населення (INE ):

## Галерея зображень

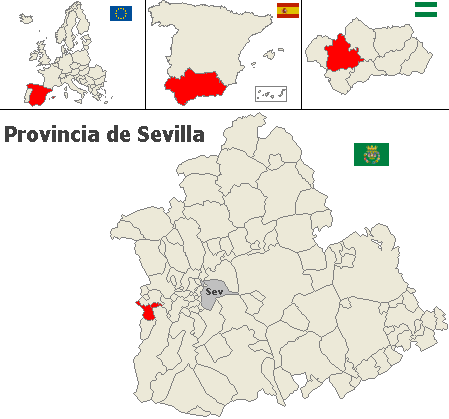
Розташування муніципалітету Пілас у провінції Севілья